# جائزة بريطانيا الكبرى 1982
جائزة بريطانيا الكبرى 1982 هو سباق فورمولا 1 أقيم بتاريخ 18 يوليو 1982 في كنت، بريطانيا العظمى. كان العاشر من أصل 16 في بطولة العالم لسباقات الفورمولا واحد موسم 1982. حلّ النمساوي نيكي لاودا أولا بينما جاء الفرنسي ديدييه بيروني في المركز الثاني وحصل على المركز الثالث الفرنسي باتريك تامباي.